# Охотоморский рак-отшельник
Охотоморский рак-отшельник (лат. Pagurus ochotensis) — вид десятиногих раков из надсемейства раков-отшельников Paguroidea.

## Внешний вид и строение
Охотоморский рак-отшельник обладает парой клешен, из которых правая крупнее левой. Клешни очень мощные, почти лишённые волос. Обитает в пустых раковинах брюхоногих моллюсков, при этом с ростом своего тела рак вынужден менять раковины на большие. В раковине находится постоянно задняя, покрытая мягкой кожицей часть его тела. 1-й и 2-й сегменты брюшка без парных придатков. Чешуя 2-й антенны трёхгранная. Обладают четырьмя мощными ногами, предназначенными для быстрого передвижения. Задние ноги развиты слабо и служат для удержания рака в раковине.
Передняя часть головогруди в длину до 1,7 см, правой клешни до 7,9 см. Верхняя сторона ладони правой (крупной) клешни покрыта шиповатыми гранулами или короткими коническими шипами.

## Распространение и места обитания
Водится во всех дальневосточных морях. Обитает на глубинах от 1 до 250 метров. Любит песчаный грунт.